# Yolanda Pérez
Pour les articles homonymes, voir Pérez.
Yolanda Pérez, née le 20 mai 1983 à Los Angeles, est une chanteuse américaine.

## Biographie
De racines mexicaines, elle se consacre à la création de la musique traditionnelle du nord du Mexique. Elle est parfois connue sous le sobriquet La Potranquita, (Espagnol: "La petite Pouliche").
À l'âge de 11 ans, elle a gagné un concours musical. Pour le premier prix, elle enregistre un album qui a marqué le début de sa carrière. Depuis, elle a enregistré plusieurs albums.
Depuis 2003, elle a intégré des aspects de la musique hip-hop dans son œuvre. Elle utilise le  phrasé Spanglish dans certaines de ses chansons, notamment dans le duo Estoy Enamorada avec Don Cheto.

## Discographie
- Exitos: La Basurita / Cuentas Claras
- Con la Banda Costa Grande
- La Potranquita de Zacatecas (Kimo's Music, 2001)
- Dejenme Llorar (Fonovisa Records, 2003)
- La Potranquita Con Banda (Kimo's Music, 2004)
- Aquí Me Tienes (Fonovisa Records, 2004)
- Esto Es Amor (Fonovisa Records, 2005)